# مركز حيدر علييف
مركز حيدر علييف (بالإنجليزية: Heydar Aliyev Center)‏ هو أحد المراكز الثقافية المشهورة عالمياً، صمم بواسطة زها حديد. ويقع في باكو بأذربيجان. ونالت زها حديد جائزة متحف لندن للتصميم لعام 2014 عن هذا المركز. وقد تم إنشاء المركز من قبل شركة داكس كونستراكشن.

## عن المركز

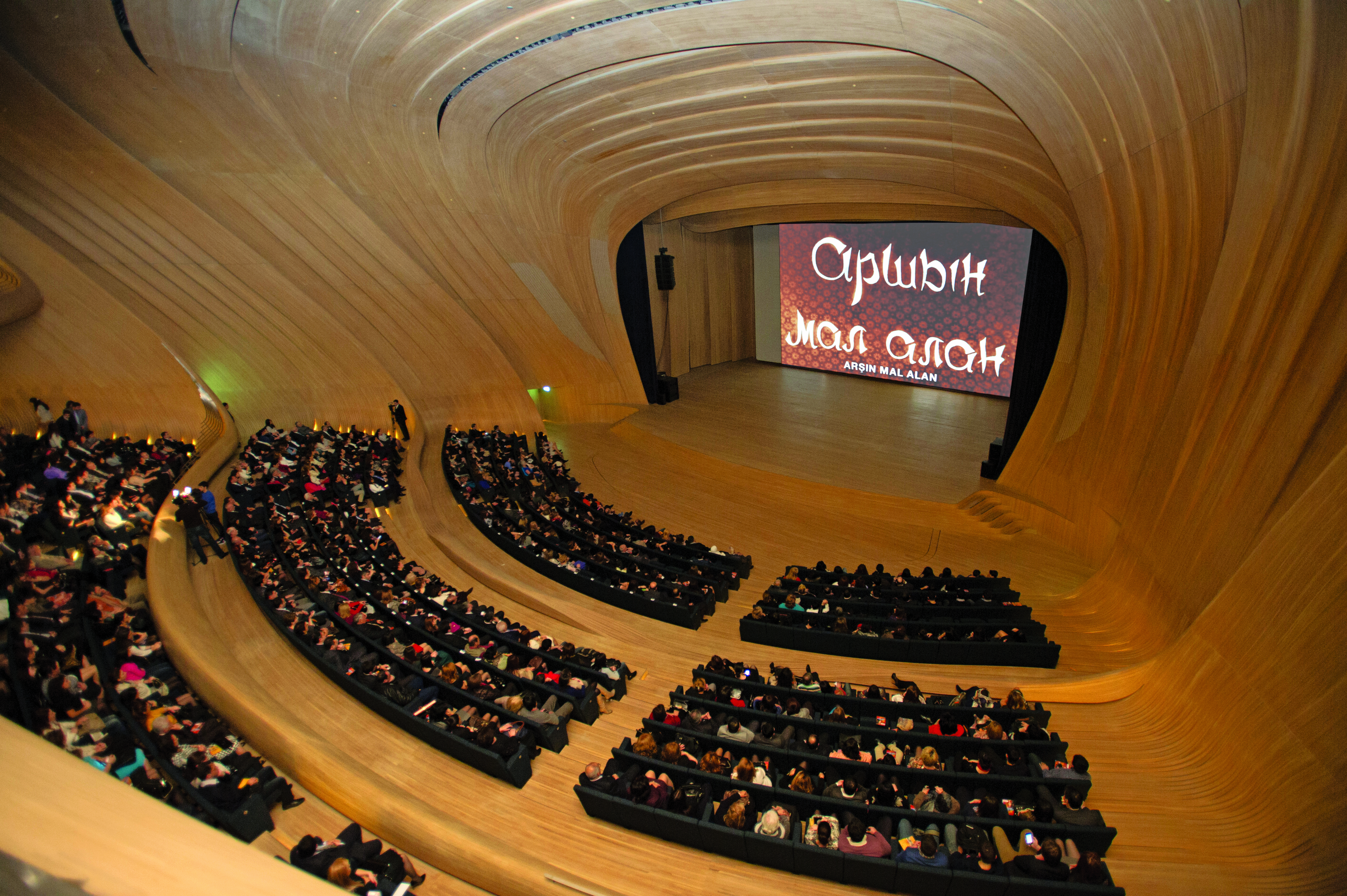
أحد قاعات مركز حيدر علييف

قالت زها حديد عن المركز: 
| مركز حيدر علييف | هو آخر ما أنجزته، مما يجعله يختزل خبرة 30 سنة من الأبحاث كانت ثمرتها بناية مدنية ثقافية وملهمة في الوقت ذاته. بناية تتفاعل مع المدينة وتمنح الناس مكانا يتواصلون فيه. فالذين يتابعون أعمالي يعرفون أن خلق أماكن عامة يمكن للناس استعمالها بحرية، كما تسمح للمدينة بأن تنساب بطريقة سلسة وسهلة، مهم بالنسبة لي، لأنها تربط كل شيء ببعض. أومن أيضا بأنه علينا الاستثمار في هذه الأماكن العامة سواء كانت فضاءات أو بنايات، لأنها عنصر حيوي لحياة مدينية غنية. في مدينة باكو، مثلا، تنساب المساحة الخارجية حول نفسها لتحديد سلسلة من الأماكن العامة بالداخل، وبذلك تُدخل النسيج المديني للعاصمة إلى كل جزء أو ركن في المركز. يمكنك اعتبار البناية منظرا طبيعيا، أو على الأصح منظرا هندسيا يلامس الأرض ويتمدد منها من دون أن يقف أي شيء في وجهه. بالداخل مثلا هناك أماكن مترابطة من دون أي شي يعترضها، وهذه كانت الفكرة النظرية منذ البداية وجرى تنفيذها بنجاح | مركز حيدر علييف |

.

## وصلات خارجية
- صور وتصاميم ومخططات المركز في موقع زها حديد